# Табличка Карнарвона I

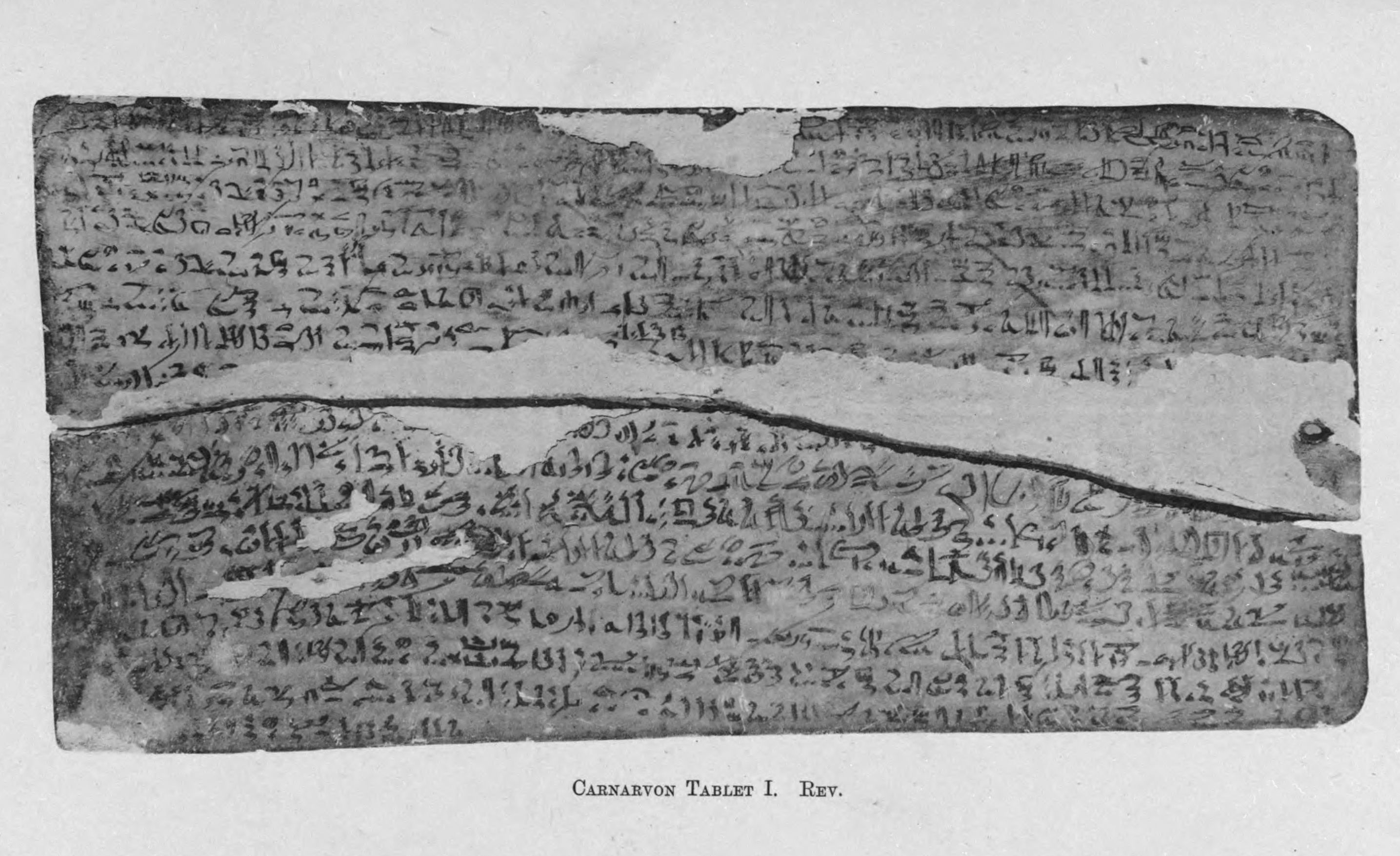
Табличка Карнарвона I (обратная сторона).

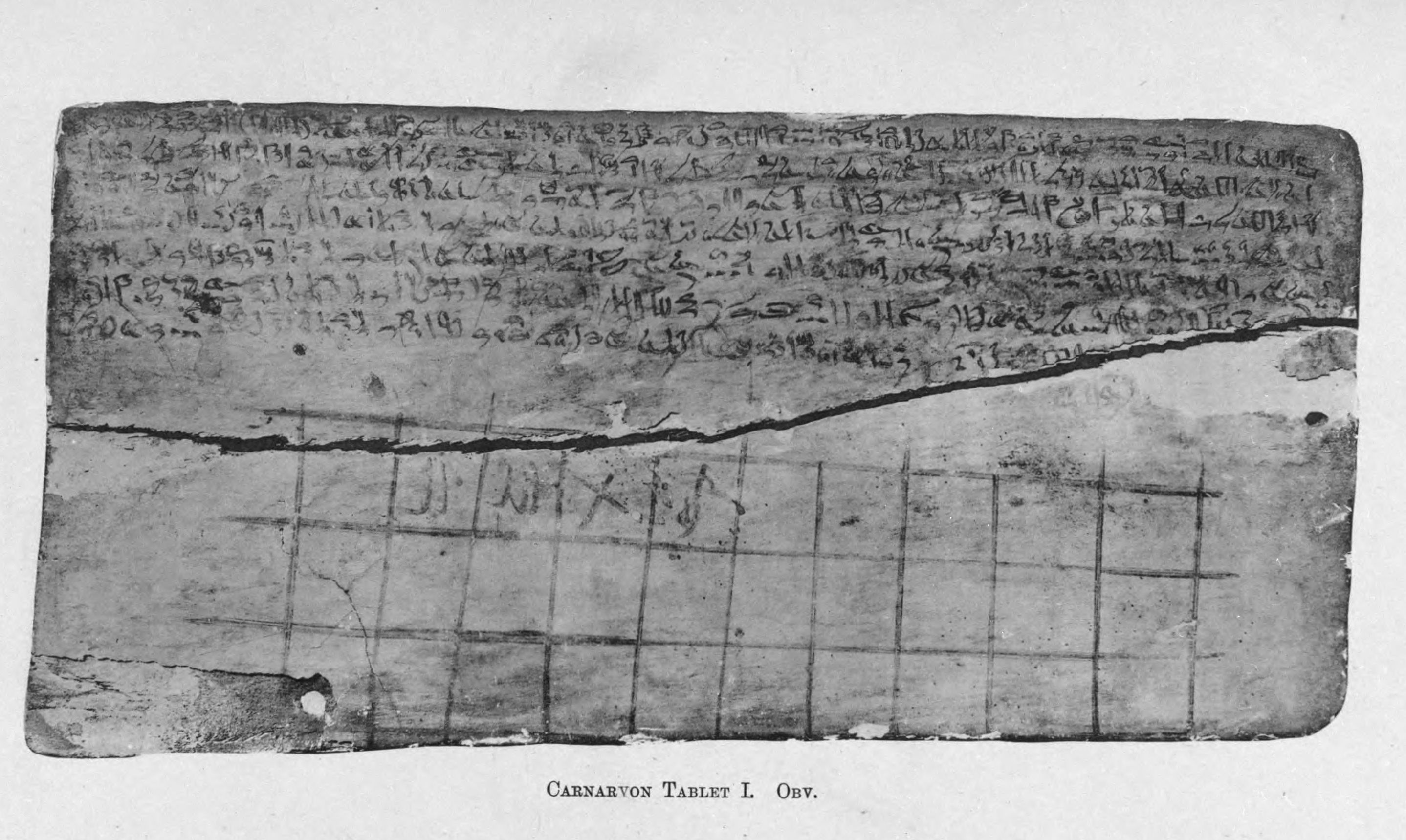
Табличка Карнарвона I (лицевая сторона).

Предполагаемый внешний вид стелы Камоса на основе найденных фрагментов и текста Таблички Карнарвона I.

Табличка Карнарвона I (англ. Carnarvon Tablet I) — деревянная дощечка с древнеегипетскими иератическими надписями. В настоящее время находится в Каирском египетском музее (инвентарный номер № JE 41790). На лицевой стороне (obverse) таблички написано начало «Поучений Птаххотепа». На обратной стороне (reverse) содержится описание войны фараона Камоса против гиксосского царя Ааусерра Апопи. Текст обратной стороны — исторический памятник исключительной важности. В научной литературе под «Табличкой Карнарвона I» обычно подразумевают текст с описанием войны против гиксосов. В русскоязычной научной литературе встречается также буквальный перевод «Таблетка Карнарвона». 

## Открытие
Деревянная дощечка была  найдена в 1908 году Говардом Картером во время раскопок в Фиванском некрополе, организованных на средства лорда Карнарвона. Два обломка дощечки были обнаружены среди обломков керамики и фрагментов мумий на выступе недалеко от входа в разграбленную гробницу, расположенную неподалёку от устья долины Дейр-эль-Бахри. Говард Картер считал, что эта гробница и сама дощечка датируется периодом XVII династии. 
В 1913 г. Раймон Вейль обратил внимание, что текст возможно относится к жанру триумфальных прокламаций, а в 1916 г. Алан Гардинер предположил, что «Табличка Карнарвона I» должна быть копией какой-то памятной либо победной стелы фараона Камоса. Менее чем через 20 лет эти тезисы были подтверждены, когда французские египтологи Пьер Лако и Анри Шеврие, работая над третьим пилоном Карнакского храма, сделали важное открытие двух фрагментов стелы. Меньший из них был найден в 1932 году, а в 1935 году был обнаружен более крупный фрагмент. Таким образом, выяснилось, что текст был скопирован со стелы Камоса в Карнакском храме.  Эти фрагменты стелы были опубликованы П. Лако в 1939 году.

## Содержание
Начало текста описывает спор фараона с вельможами. Затем идёт описание боевых действий, в том числе штурм города Неферуси (центр XVI верхнеегипетского нома, Антинополь) и описание взятой добычи. Текст обрывается описанием осады укрепления Першак (населенный пункт севернее Неферуси).
Надпись содержит преимущественно прямую речь фараона Камоса (отрывок, перевод В. В. Струве):
Я знаю (теперь), для чего (должна служить) моя мощь. (Ведь) один чужеземный князь (держится) в Аварисе, другой в Куше. Я сижу (так) в союзе с азиатом и негром. Каждый (из них) имеет свою долю (земли) в Египте, деля страну с мной. (Но) я (уже) не прохожу мимо него (т. е. азиата), начиная с Мемфиса. Вода Египта, смотрите, она владеет Гермополисом. Никто не останется спокойным, будучи разоренным, поборами азиатов. Я хочу сразиться с ним (т. е. с князем азиатов), чтобы распороть тело (живот) его. Мое желание освободить Египет и разбить азиатов.

## Особенности текста и переводов
Иероглифическая транскрипция и перевод на английский язык были сделаны Аланом Гардинером в 1916 году. Первый и наиболее точный перевод на русский язык с научным комментарием был сделан В. В. Струве в 1919 году. После находки фрагментов стелы Пьер Лако опубликовал перевод на французский язык с учётом новых находок. Несмотря на то, что надписи ,найденных в последствии, фрагментов стелы позволили немного расширить сведения из Таблички Карнарвона I, переводы И. С. Кацнельсона и Н. С. Петровского, изданные позже, их не учитывают и сделаны только на основе иероглифической транскрипции Алана Гардинера.
Гиксосы обозначаются в тексте двумя разными названиями: аму (древ. егип. 𓌙𓅓𓏭𓀑 , ꜥꜣmw) и стиу (древ. егип. 𓄝𓏏𓅂𓌙𓀀𓁐𓏥 , sṯtjw). Н. С. Петровский  эти слова перевёл одинаково: «азиаты», так как оба названия используются в качестве синонимов. Алан Гардинер оставил эти названия без перевода.
Переводы Адана Гардинера, И. С. Кацнельсона и Н. С. Петровского содержат неточность. Местоимение «он» (древ. егип. 𓇓𓏲, sw) в 12 строчке иероглифической транскрипции они перевели буквально, подразумевая под «он» «азиата».
В. В. Струве обратил внимание, что местоимение «он» относится к «водам Египта», а не к «азиату». Гиксосы не владели Гермополем - поскольку война уже шла севернее. Данной фразой Камос хотел выразить, что влиянию Египта подпал этот важный город.

Перевод Алана Гардинера: 
the wather (?) of Egypt. Behold, he holds (?) Shmun

перевод И. С. Кацнельсона: 

...Смотрите, он владеет Гермополем 

перевод Н. С. Петровского: 
вод (?) египетских. Смотрите, он владеет Гермополем

перевод В. В. Струве: 
Вода Египта, смотрите, она владеет Гермополисом

## Дальнейшие находки
В 1954 году во время раскопок в Карнакском храме под основанием статуи Рамсеса II у 2-го пилона была найдена вторая стела Камоса. Текст второй стелы дополняет и значительно расширяет сведения из «Таблички Карнарвона I».